# Поло (Илиноис)
Поло (енгл. Polo) град је у америчкој савезној држави Илиноис. По попису становништва из 2010. у њему је живело 2.355 становника.

## Демографија
Према попису становништва из 2010. у граду је живело 2.355 становника, што је 122 (4,9%) становника мање него 2000. године.
| Група             | 2000.         | 2010.         |
| Белци             | 2.413 (97,4%) | 2.238 (95,0%) |
| Афроамериканци    | 1 (0,0%)      | 19 (0,8%)     |
| Азијати           | 8 (0,3%)      | 5 (0,2%)      |
| Хиспаноамериканци | 39 (1,6%)     | 60 (2,5%)     |
| Укупно            | 2.477         | 2.355         |